# 世界ボクシング協会

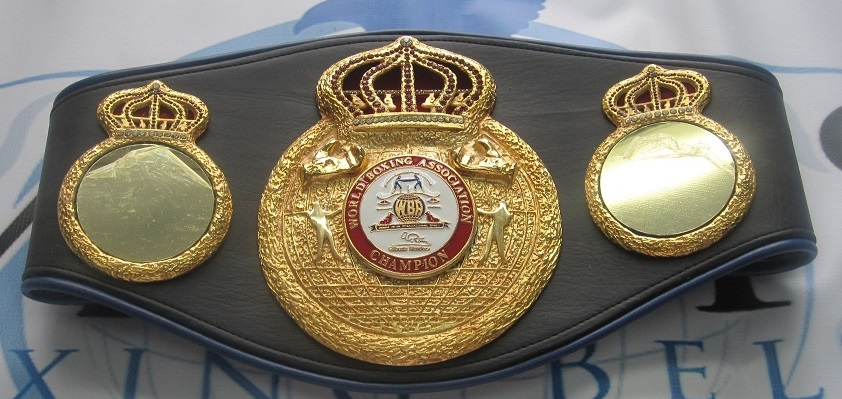
WBAのチャンピオンベルト

世界ボクシング協会（せかいボクシングきょうかい、英: World Boxing Association WBA）は、プロボクシングの世界王座認定団体の一つ。本部はベネズエラのマラカイに所在していたが、2007年にパナマのパナマシティに移転した。

## 概要
1921年にアメリカ合衆国で設立された、最も古い世界ボクシング機構である。
世界ボクシング評議会（WBC）、国際ボクシング連盟（IBF）、世界ボクシング機構（WBO）の3団体も、もとをたどるとWBAに行きつく。IBF・WBOについてはWBA会長選挙が設立に影響を与えている。

## 沿革

### 設立
- 1921年1月13日 - 設立。当初は、アメリカ合衆国国内における団体で、NBA（National Boxing Association、全米ボクシング協会）と称した。アメリカの17州の加盟で始まった。ニューヨーク州とマサチューセッツ州は非加盟。プロボクシングの他、プロレス部門も存在したが、1930年に「全米レスリング協会」として独立。

### 階級新設
- 1922年2月11日、スーパーフェザー級（旧名称：ジュニアライト級、130ポンド未満）およびスーパーライト級（旧名称：ジュニアウェルター級、140ポンド未満）を新設。
- 1929年6月19日、ニュースでパナマアル・ブラウン (Panama Al Brown) を王者として認めないが118ポンド未満の選手権を行うことを発表（バンタム級の新設・王座は設置せず）。
- 1929年6月20日、ニュースで全国にバンタム級世界王者はパナマアル・ブラウンと発表されてしまう（NBAは否定）。
- 1929年10月7日、エドワードフォスター会長は会議において認めざるを得ない状況となり、パナマアル・ブラウンをバンタム級の王者であると宣言する。

### 改称
- 1962年8月20日、ワシントン州タコマで開催された第43回総会で、世界ボクシング協会 (WBA) と改称した。
- ヨーロッパボクシング連合 (EBU)、英国ボクシング管理委員会 (BBBofC)、ニューヨーク州コミッションは、WBAからの加盟要請を拒否した。

### WBCの離反
- 1963年2月14日、WBA、EBU、BBBofC、ラテンアメリカプロボクシング連合 (LAPBU)、東洋ボクシング連盟 (OBF)（後のOPBF）が、対等の立場で討議する機関として世界ボクシング評議会(WBC)を創設。
- 1965年10月19日、当時のWBC会長国メキシコがWBAを脱退する。カルロス・オルチス対イスマエル・ラグナ、ニノ・ベンベヌチ対サンドロ・マジンギの直接の再戦をWBAが許可したことに抗議。
- 1968年8月28日、フィリピンがWBAを脱退する。当時、アメリカ合衆国の州コミッションのみが、議決権で国のコミッションと同等であることを批判。同年9月にフィリピンは、第2代のWBC会長国となった。
- この後、世界王者のWBA、WBC分立が加速する。

### 米国主導から中南米主導の団体へ
- 1974年、パナマで開催されたWBA総会でエリアス・コルドバ（パナマ）[1]が、米国・カナダ人以外では初めて会長に選出される。
- それ以降、アメリカ合衆国からの会長選出は無く、エリアス・コルドバ（パナマ）→マンドリー・ガリンデス（ベネズエラ）→ロドリゴ・サンチェス（パナマ）と、WBAの主導権はアメリカ合衆国から中南米諸国に移る。
- 1982年、ロドリゴ・サンチェス会長の急死を受けて行われたWBA会長選挙で、米国勢力の巻き返しを狙って擁立されたロバート・リーが、選挙で敗れると、米国勢力は、そのままロバート・リーを担いでWBAを脱退し、新たな世界選手権の統括機構であるIBFを設立。分裂が固定化する。一方WBAも、この選挙で選出されたヒルベルト・メンドーサ（ベネズエラ）会長が以後2015年に至るまでで会長を務め、次期会長が子息であるヒルベルト・メンドーサ・ジュニアに世襲された。しかしながら、暫定王者とスーパー王者の乱造と相まって、世界最初の世界選手権の統一統括機構であった老舗の団体としての色をなくし、主要四団体の一つに過ぎない存在に埋没しつつあるのではないかと指摘がなされている。その後父のメンドーサから息子のメンドーサ・ジュニアが会長に就任して改革第1弾としてヘビー級トーナメントの開催を発表した[2]。

このトーナメントの開催をきっかけに各階級に存在する暫定王者(1位)の廃止政策の一つとして増加傾向の王座の減少に向けた取り組みの一つとメンドーサ・ジュニア会長は話している。出場者はタイソン・フューリー、ウラジミール・バレンティン、ルーカス・ブラウン、ルスラン・チャガエフ、フェリス・オケンド、アレクサンダー・ウスティノフ、ルイス・オルティスの7人。1回戦でフューリーとクリチコのリマッチ、オルティスとウスティノフ、ブラウンとチャガエフ2回戦でブラウンとチャガエフの勝者とオケンドが対戦する変則式のトーナメントとなっている。1回戦の一つ目が3月5日にチャガエフとブラウンの正規のタイトルマッチ(ブラウンが勝利し、準決勝がオケンドと対戦となっていたが後日薬物検査でブラウンから陽性反応が出て無効試合になり、チャガエフも再戦に応じない為オケンドが突破)、10月29日にマンチェスター・アリーナでヒューリーとクリチコのリマッチ、オルティスとウスティノフが9月17日にAT&Tスタジアムでの開催が決まった。
各階級でも統一戦の指令を発し、本格的に暫定王座の廃止に動いており、就任時のポリシーになっている「チャンピオンは各階級1人」の実現に向け、父が実行した負の遺産の払拭を模索している。

## JBCとの関係
日本ボクシングコミッション(JBC)は、WBAが全米ボクシング協会(NBA)であった時期の1954年1月7日付で、同協会から加盟を認可された。

## スーパー王座制度
WBA世界王者が他三団体のいずれかの王座を獲得し統一王者となった場合、WBAスーパー王座として承認される。WBA世界王座はスーパー王座として繰上げされ、通常のWBA世界王座（正規王座）は空位となり、空位となった通常の王座に新たな選手が認定される。WBAはスーパー王者と正規王者の2人が同時に存在し別々に防衛戦を行うことを認めており、この制度のWBA側にとってのメリットとしてはタイトルマッチにおけるタイトルの承認料金を二重に取れることが挙げられる。
- 2008年7月26日、アントニオ・マルガリートはIBFウェルター級王座を返上した後にWBA王座を獲得したが、事前にIBFを獲得し実質的に統一王者であるとしてスーパー王者と認定された。その後、スーパー王座は、マルガリートに勝ったシェーン・モズリーへの移動を認めている。
- 2009年2月13日、ライト級スーパー王者ネート・キャンベルが試合前計量に失格して、WBAスーパー、WBO、IBFのライト級王座が同時に空位になった。WBOはランキング2位のファン・マヌエル・マルケスと3位のファン・ディアスで空位の王座決定戦を行うことにした。そこでWBAも、その試合を空位のスーパー王座決定戦として認定した。
- 1998年、各階級にそれぞれ「歴史的に議論なきチャンピオン」を一人ずつ選んだ。

| - ミニマム級 - レオ・ガメス（ ベネズエラ） - ライトフライ級 - 具志堅用高（ 日本） - フライ級 - パスカル・ペレス（ アルゼンチン） - スーパーフライ級 - カオサイ・ギャラクシー（ タイ） - バンタム級 - エデル・ジョフレ（ ブラジル） - スーパーバンタム級 - ウィルフレッド・ゴメス（ プエルトリコ） - フェザー級 - エウセビオ・ペドロサ（ パナマ） - スーパーフェザー級 - フラッシュ・エロルデ（ フィリピン） | - ライト級 - ロベルト・デュラン（ パナマ） - スーパーライト級 - アントニオ・セルバンテス（ コロンビア） - ウェルター級 - シュガー・レイ・ロビンソン（ アメリカ合衆国） - スーパーウェルター級 - トーマス・ハーンズ（ アメリカ合衆国） - ミドル級 - カルロス・モンソン（ アルゼンチン） - スーパーミドル級 - シュガー・レイ・レナード（ アメリカ合衆国） - ライトヘビー級 - バージル・ヒル（ アメリカ合衆国） - クルーザー級 - イベンダー・ホリフィールド（ アメリカ合衆国） - ヘビー級 - モハメド・アリ（ アメリカ合衆国） |

## 女子部門の設立
2004年に女子部門である「WBA Women's」を設立。同年4月8日にはヴァイア・ザガナスがWBA初の女子世界王者となる。
通常女子ボクシングの世界タイトルマッチは2分10Rで行われるが、WBAルールでは3分12Rも認められる。ただし最終判断は各コミッションに委ねられており、1R3分の試合はネバダ州など少数のコミッションでしか認められていないため3分12Rのタイトルマッチはあまり実施されない。
当初はWBA女子ランキングも当然のごとく設けられていたが、複数階級に同一選手が重複ランクされるなど不手際も多く、正しく機能しないまま2009年辺りからランキングも発表されなくなり一度消滅し、2012年に復活したが相変わらず不手際が目立ったままで更新も不定期となっている。他団体のランクや直近の戦績などで挑戦資格のある選手を決めている状態にあり、指名挑戦者決定もままならず暫定王者も増加している。

## WBAルール
WBA認定試合におけるルールの特徴は以下のとおり。
- スリーノックダウン制（1ラウンド中に3度のダウンがあった場合、自動的にノックアウトが成立する。ただしアメリカではフリーノックダウン制）。
- ノックダウンした選手はゴングに救われない（ダウンのカウント中に3分を経過してもカウント続行。当然、10カウント以内に立ち上がって試合続行に応じられない場合はノックアウトが成立する）。以前は最終回のみゴングに救われていた。
- 偶然のバッティングにより試合続行不能となった場合、4回までは引き分け（王座の移動は無し）。5回以降は、ストップしたラウンドを含めた採点（負傷判定）により勝敗を決する。
- 試合中に採点を公表する「オープン・スコアリング・システム」は採用していない（1990年代末に試験採用していた）。
- どちらかに10点満点をつけるテン・ポイント・マスト・システム（10点法）。
- どちらかに満点未満をつける日本で言うところの「ラウンド・マスト・システム」。ジャッジがつけられるレフェリーによる減点前の最小点は7点。2007年以降は主に南米諸国で採用されているハーフポイント（10-9.5のように0.5ポイント刻みで判定を示す）を試験採用中（日本やアメリカなど一部の国では不採用）。

### 団体
- 世界ボクシング評議会（WBC）
- 国際ボクシング連盟（IBF）
- 世界ボクシング機構（WBO）
- Comosa（WBSS）

### 下部組織
- 北米ボクシング協会（NABA）
- アジアボクシング協会
- ヨーロッパボクシング協会（EBA）：2011年にWBAから一方的に離脱させられ、その後も係争中。
- パンアジアボクシング協会（PABA）：2016年に離脱し、世界ボクシングソサエティ（WBS）創設。

### 王者一覧表
- 世界ボクシング協会(WBA)世界王者一覧
- 世界ボクシング協会インターナショナル王者一覧
- 世界ボクシング協会フェデセントロ王者一覧
- 世界ボクシング協会フェデラテン王者一覧
- 世界ボクシング協会パンアフリカン王者一覧
- 世界ボクシング協会女子世界王者一覧

### その他
- NWA
- 真鍋八千代（WBA終身名誉会長、2代目JBCコミッショナー）